# خورشیدگرفتگی ۵ مه ۱۸۱۸
خورشیدگرفتگی ۵ مه ۱۸۱۸ (به انگلیسی: Solar eclipse of 5 May 1818) یک خورشیدگرفتگی از نوع خورشیدگرفتگی حلقه‌ای بود. این خورشیدگرفتگی در تاریخ  ۵ مه ۱۸۱۸ روی داد که زمان اوج آن، ساعت ۷:۱۵:۴۹ به‌وقت ساعت هماهنگ جهانی بوده‌است.  مدت‌زمان و طول این خورشیدگرفتگی ۰۵ دقیقه و ۰۵ ثانیه بود.